# Bronies: The Extremely Unexpected Adult Fans of My Little Pony
Bronies: The Extremely Unexpected Adult Fans of My Little Pony（中文：《小马迷：非常出乎意料的〈小马宝莉〉成年粉丝》），前名为《BronyCon：The Documentary》）是一部2012年的纪录片，聚焦于“小马迷”（bronies），即2010年动画剧集《小马宝莉：友谊就是魔法》的成年粉丝。这部影片通过Kickstarter众筹资金制作，最初的设想是跟随配音演员兼执行制片人约翰·德·兰西（John de Lancie）参加2012年夏季在新泽西州举行的BronyCon大会。  
由于项目募集的资金远超预期，制作团队得以扩大影片的范围，将《友谊就是魔法》的创作者劳伦·福斯特（Lauren Faust）和主要配音演员塔拉·斯特朗（Tara Strong）邀请为执行制片人，同时加入了更多欧洲大会的相关画面素材。

## 背景
孩之宝（Hasbro）的《小马宝莉》品牌始于1980年代，期间推出了多个动画连续剧和直接发行影片的电影，以推广和销售相关的玩具系列；多年来，品牌经历了四个“世代”的设计及其相关角色与背景设定。 2010年，哈斯布罗旨在借鉴《变形金刚》品牌重启的成功，重新推出《小马宝莉》系列，并邀请动画师劳伦·福斯特（Lauren Faust）作为该节目的创意开发者；除了负责设计玩具系列中的角色和形象外，福斯特还被指派创作一档与该玩具系列配套的全新节目，以供其新有线电视网络The Hub（与探索频道共同拥有）播放。  福斯特之前参与过《飞天小女警》和《亲亲麻吉》等节目，她将这些经验带入了新剧集的创作，旨在打造一部能跨越世代、吸引年轻女孩及其陪伴收看的父母的节目。她设计的角色挑战了女性刻板印象，同时仍保留了易于辨识的经典形象，并将小马角色置身于比以往作品更加冒险的情境中。福斯特与她以往合作过的多位编剧（包括她的丈夫、动画师 Craig McCracken ）共同创作，并与位于加拿大不列颠哥伦比亚省温哥华的DHX传媒公司（前身为Studio B Productions）导演合作，在那里制作了该节目。
由此而来的节目《小马宝莉：友谊就是魔法》得到了家长们的好评，但它通过互联网论坛4chan意外地吸引了另一个目标观众——许多成年男性。这个粉丝群体通过互联网迅速扩展，并开始用“小马迷”（brony，源自“bro”和“pony”）一词自称。 “小马迷”粉丝群体被归功于劳伦·福斯特（Lauren Faust）及其创意团队，他们在节目中加入了强大的角色设定、跨代吸引力、文化参考、富有表现力的基于Flash的动画风格，并且节目制片方与粉丝群体进行了积极互动，如将粉丝创作的元素融入节目之中。  孩之宝最初对这一突如其来的观众群体感到措手不及，但后来开始接受并拥抱这一现象，通过授权协议将服装、媒体和其他商品（不仅限于玩具）推向更广泛的成年观众群体。

## 概要
该纪录片分为多个章节，主要聚焦于2012年中期举办的 BronyCon、GalaCon 和 B.U.C.K. 大会。这些部分由多个特色短片串联，包括原创动画、剧集创意团队的访谈、粉丝群体成员的采访以及其他相关内容，全面展现了该粉丝群体在音乐、艺术、视频、写作和游戏等领域的影响力。 影片特别讲述了一些粉丝的背景故事和个人经历，解释他们如何接触这一文化、公开承认自己是粉丝后所面临的挑战，以及他们在这些大会中的愉悦体验。此外，以混音该系列歌曲而闻名的音乐人 Yoav Landau（专辑 The Living Tombstone 的作者）也在影片中亮相。除了实景拍摄的画面外，纪录片还穿插了风格类似于《小马宝莉：友谊就是魔法》的原创动画过场，配有由阿瑟·沙利文（Arthur Sullivan）作曲、David O. 编曲，Amy Keating Rogers、Zachary Lobertini 及劳伦（Lauren Faust）共同填词的歌曲，并由约翰·德·兰西（John de Lancie）和塔拉·斯特朗（Tara Strong）演唱。 在这些动画片段中，德·兰西配音的教授小马正以插图讲解的方式介绍粉丝文化的历史、不同的分支群体以及热门活动，然而在演讲尾声，一群母马突然出现，质疑他的叙述过于偏向男性视角，从而引发了一场有趣的讨论。

## 制作

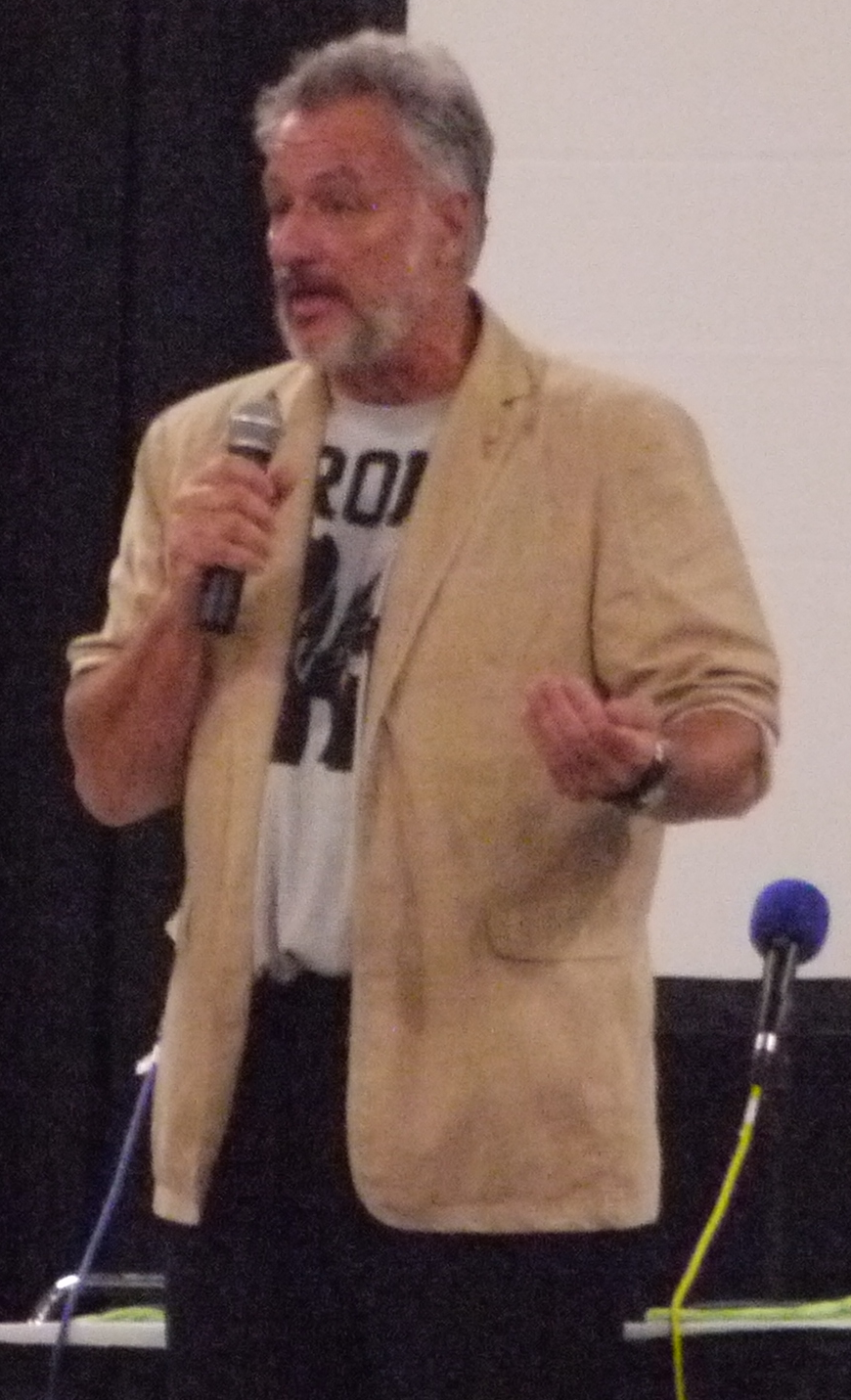
John de Lancie

约翰·德·兰西（John de Lancie）在《小马宝莉》第二季的首播集《无序之灾》中客串配音了反派角色无序（Discord）。劳伦·浮斯特在创作无序一角时，便是以《星际迷航：下一代》中德·兰西饰演的 Q 为蓝本进行讽喻，尽管她最初并未预料到最终会由德·兰西本人来为该角色献声。当制作团队开始寻找合适的配音演员时，发现德·兰西正好有档期，便邀请他加盟，并在无序的行为举止上进行了些许调整，使其更具 Q 的特点。 约翰·德·兰西在录制台词时，只将其视作一个小小的配音工作，然而当剧集播出后，他的邮箱和社交媒体账号便被大量粉丝的积极反馈所淹没，许多观众对无序一角大加赞赏。这促使他开始研究这一粉丝群体，并惊讶地发现，其发展轨迹与早期《星际迷航》粉丝圈极为相似——最初的核心观众以女性居多，而这与官方预设的男性目标受众截然不同。
随后，德·兰西与制片人迈克尔·布罗克霍夫（Michael Brockhoff）及导演洛朗·马拉凯（Laurent Malaquais）携手，共同构思了一部关于该粉丝群体的纪录片。此前，他曾与布罗克霍夫在其他纪录片项目上合作，并向对方提及自己因配音无序而收到的热烈反响，引发了布罗克霍夫的兴趣。随着深入研究，德·兰西逐渐认识到制作一部纪录片来记录这一群体的潜力。 德·兰西表示，他对国家级新闻媒体对 Brony 文化的轻蔑报道感到震惊， 因此决心以“正确的方式”来呈现这一群体。 为筹措资金，他们选择通过 Kickstarter 众筹，并最初将纪录片命名为《BronyCon：The Documentary》。 他们计划以 2012 年中期在新泽西州锡考克斯的梅多兰兹展览中心举办的 BronyCon 大会实况为核心内容，德·兰西不仅担任该片的旁白，还将兼任制片人。
Kickstarter众筹活动于2012年5月13日启动。到2012年5月16日，该项目已超过其设定的6万美元筹资目标。 随着筹资额超出最初目标，项目组在5月底宣布塔拉·斯特朗（Tara Strong）和劳伦·福斯特（Lauren Faust）将以制片人身份加入该项目。同时，团队还宣布计划扩大预算，希望通过增加预算至20万美元来提升纪录片的规模和广度。该目标于2012年6月4日达成，随后预算被进一步提高至27万美元，该目标也成功实现。 到2012年6月8日，该项目成为Kickstarter上第四大融资的电影项目， 最终于6月10日结束时达成了32万2022美元的承诺资助额（不包括通过PayPal的额外贡献），成为Kickstarter上第二高融资的电影项目。
由于额外筹资的成功，制片方决定扩大项目范围，利用这笔资金前往欧洲参加2012年中期的另外两场青壮马大会——GalaCon和B.U.C.K.。为了体现项目范围的扩大，制片组很快宣布将影片名称更改为《青壮马：对〈我的小马驹〉极不寻常的成年粉丝群》。 制作过程中，许多内容围绕以下两个问题展开：“为什么20多岁的男性会观看一部原本为10岁女孩设计的动画片？以及，为什么社会对此有异议？”

## 发行
2012年11月初，影片的初版剪辑在洛杉矶举行的Equestria LA大会上向一部分特定观众放映。在正式发布之前，制作团队完成了对大会内容和粉丝贡献的最终编辑。
影片于2013年1月19日数字发布给参与Kickstarter众筹的支持者， 随后于2月推出家庭影院版本。 制片人计划将影片在多个电影节上放映，包括2013年的堪萨斯城电影节。 美国有线电视网络Logo TV获得了该纪录片的播放权，并于2013年10月14日作为其《WHAT!? Logo Documentary》系列的首集首播。
在纪录片的数字版发布给Kickstarter支持者后，制作团队继续创作原计划作为额外媒体发布的附加内容。然而，2013年2月初，团队宣布，由于数字版本在小马迷社区中的高盗版率，他们停止了这些附加内容的制作，并表示：“再投入时间和精力将不值得。” 对于盗版问题，约翰·德·兰西（De Lancie）表示，创作者早期便决定不以纪录片获酬，而是将众筹资金完全用于制作，并期望通过作品的销售盈利。 非授权版本 reportedly 于发布后半小时内出现在YouTube及其他网站上。尽管德·兰西估计数字版本售出了约4000份，但估计有超过1万人观看了影片。 停止制作附加内容的决定并未影响其通过家庭媒体发布纪录片、履行剩余的Kickstarter支持者奖励，以及继续在电影节和流媒体服务上发布的计划。
影片的DVD和蓝光光盘版本于2013年2月17日发布，另附可选的新功能。 2013年9月13日，该影片在多个数字流媒体服务上开始提供播放。

## 评价
这部影片总体上在粉丝群体中获得了较好的反响，但在评论界则褒贬不一。有评论认为影片过于关注粉丝群体的某些方面，而忽略了其他层面，例如未提及外界对粉丝群体的批评，以及成年女性粉丝在其中的重要比例。另一些粉丝则认为，这部纪录片让人觉得成为“青壮马”意味着需要被“视为一种被世界误解的禁忌”，并反驳道，他们已经公开表达了对该节目的喜爱，却从未遭受来自朋友或家人的负面反应。 《堪萨斯城星报》的Jeneé Osterheldt评论道，“这部影片完成了它的任务”，展示了粉丝群体中的故事，并且“让人在通过可爱标记（cutie mark）评判别人之前三思而行”。 Exclaim! 杂志的Mike Sauve则表示，尽管影片展示了粉丝群体中一些更感人的方面，但它“更像是《我的小马驹》的一则广告，过分吹捧其创作者和配音演员”。

## 后续
这部影片之后推出了另一部纪录片，名为 Bronies 2: More Unexpected Fans of My Little Pony （中文：小马迷2：更多意想不到的〈小马宝莉〉粉丝）。影片记录了青壮马Jason Koenig的日常生活，最初分成多个部分发布，并于2014年及2015年初陆续上传到制作团队的官方YouTube频道。整部影片随后以DVD形式发布。